# NGC 1470
NGC 1470 је спирална галаксија у сазвежђу Еридан која се налази на NGC листи објеката дубоког неба.
Деклинација објекта је - 9° 0' 0" а ректасцензија 3h 52m 9,8s. Привидна величина (магнитуда) објекта NGC 1470 износи 14,2 а фотографска магнитуда 15,0. NGC 1470 је још познат и под ознакама MCG -2-10-16, IRAS 03497-0908, PGC 14002.